# 1900
| [ Edytuj tabelę ]              | |
| Król Polski (tytularny)        | - 1894 Mikołaj II Romanow 1917                                                                                                  |
| Emir Afganistanu               | - 1880 Abdur Rahman Chan 1901                                                                                                   |
| Współksiążęta Andory           | - 1879 Salvador Casañas i Pagès 1901 - 1899 Émile François Loubet 1906                                                          |
| Prezydent Argentyny            | - 1898 gen. Julio Argentino Roca 1904                                                                                           |
| Cesarz Austrii                 | - 1848 Franciszek Józef I 1916                                                                                                  |
| Król Bawarii                   | - 1886 Otto 1913 |
| Król Belgów                    | - 1865 Leopold II 1909 |
| Premier Belgii                 | - 1899 Paul de Smet de Naeyer 1907                                                                                              |
| Prezydent Boliwii              | - 1899 Manuel Pando 1904 |
| Prezydent Brazylii             | - 1898 Manuel Ferraz de Campos Sales 1902                                                                                       |
| Sułtan Brunei                  | - 1885 Hashim Jalilul Alam Aqamaddin 1906                                                                                       |
| Car Bułgarii                   | - 1887 Ferdynand I Koburg 1918                                                                                                  |
| Premier Bułgarii               | - 1899 Todor Iwanczow 1901 |
| Prezydent Chile                | - 1896 Federico Errazuriz Echaurren 1901                                                                                        |
| Cesarz Chin                    | - 1875 Guangxu 1908 |
| Premier Czarnogóry             | - 1879 Božo Petrović-Njegoš 1905                                                                                                |
| Król Czech                     | - 1848 Franciszek Józef I 1916                                                                                                  |
| Król Danii                     | - 1863 Chrystian IX 1906 |
| Premier Danii                  | - 1897 Hugo Egmont Hørring 1900 - 1900 Hannibal Sehested 1901                                                                   |
| Dalajlama                      | - 1876 Thubten Gjaco 1933 |
| Prezydent Dominikany           | - 1899 Juan Isidro Jimenes Pereyra 1902                                                                                         |
| Władca Egiptu                  | - 1892 Abbas II Hilmi 1914 |
| Premier Egiptu                 | - 1895 Mustafa Fahmi Pasza 1908                                                                                                 |
| Prezydent Ekwadoru             | - 1895 Eloy Alfaro 1901 |
| Cesarz Etiopii                 | - 1889 Menelik II 1913 |
| Prezydent Filipin              | - 1899 Emilio Aguinaldo 1901 |
| Prezydent Francji              | - 1899 Émile François Loubet 1906                                                                                               |
| Premier Francji                | - 1899 Pierre-Marie-René Waldeck-Rousseau 1902                                                                                  |
| Król Grecji                    | - 1863 Jerzy I 1913 |
| Prezydent Gwatemali            | - 1898 Manuel Estrada Cabrera 1920                                                                                              |
| Prezydent Haiti                | - 1896 Tirésias Simon Sam 1902                                                                                                  |
| Prezydent Hawajów              | - 1894 Sanford B. Dole 1900 |
| Król Hiszpanii                 | - 1886 Alfons XIII 1931 |
| Premier Hiszpanii              | - 1899 Francisco Silvela 1900 - 1900 Marcelo Azcárraga 1901                                                                     |
| Król Holandii                  | - 1890 Wilhelmina 1948 |
| Premier Holandii               | - 1897 Nicolaas Pierson 1901 |
| Prezydent Hondurasu            | - 1899 Terencio Esteban Sierra Romero 1903                                                                                      |
| Szach Iranu                    | - 1896 Mozaffar ad-Din 1907 |
| Król Irlandii                  | - 1837 Wiktoria Hanowerska 1901                                                                                                 |
| Cesarz Japonii                 | - 1867 Mutsuhito 1912 |
| Premier Japonii                | - 1898 Aritomo Yamagata 1900 - 1900 Hirobumi Itō 1901                                                                           |
| Kalif                          | - 1876 Abdülhamid II 1909 |
| Premier Kanady                 | - 1896 Wilfrid Laurier 1911 |
| Emir Kataru                    | - 1878 Kasim ibn Muhammad Al Sani 1913                                                                                          |
| Prezydent Kolumbii             | - 1898 Manuel Antonio Sanclemente 1900 - 1900 José Manuel Marroquín 1904                                                        |
| Patriarcha Konstantynopola     | - 1897 Konstantyn V 1901 |
| Władca Korei                   | - 1863 Kojong 1907 |
| Prezydent Kostaryki            | - 1894 Rafael Yglesias Castro 1902                                                                                              |
| Prezydent Liberii              | - 1896 William Coleman 1900 - 1900 Garretson Gibson 1904                                                                        |
| Książę Liechtensteinu          | - 1858 Jan II Dobry 1929 |
| Wielki książę Luksemburga      | - 1890 Adolf 1905 |
| Premier Luksemburga            | - 1888 Paul Eyschen 1915 |
| Sułtan Maroka                  | - 1894 Abd al-Aziz IV 1908 |
| Prezydent Meksyku              | - 1884 Porfirio Díaz 1911 |
| Książę Monako                  | - 1889 Albert I 1922 |
| Król Nepalu                    | - 1881 Prithvi 1911 |
| Premier Nepalu                 | - 1885 Bir Shumsher Jang Bahadur Rana 1901                                                                                      |
| Cesarz Niemiec                 | - 1888 Wilhelm II Hohenzollern 1918                                                                                             |
| Kanclerz Niemiec               | - 1894 Chlodwig Hochenlohe- -Schillingsfürst 1900 - 1900 Bernhard von Bülow 1909                                                |
| Prezydent Nikaragui            | - 1893 José Santos Zelaya 1909                                                                                                  |
| Król Norwegii                  | - 1872 Oskar II 1905 |
| Premier Nowej Zelandii         | - 1893 Richard Seddon 1906 |
| Sułtan Omanu                   | - 1888 Fajsal ibn Turki 1913 |
| Papież                         | - 1878 Leon XIII 1903 |
| Prezydent Paragwaju            | - 1898 Emilio Aceval 1902 |
| Prezydent Peru                 | - 1899 Eduardo López de Romaña 1903                                                                                             |
| Król Portugalii                | - 1889 Karol 1908 |
| Król Prus                      | - 1888 Wilhelm II 1918 |
| Car Rosji                      | - 1894 Mikołaj II 1917 |
| Król Rumunii                   | - 1881 Karol I 1914 |
| Premier Rumunii                | - 1899 Gheorghe Cantacuzino 1900 - 1900 Petre P. Carp 1901                                                                      |
| Król Saksonii                  | - 1873 Albert I Wettyn 1902 |
| Prezydent Salwadoru            | - 1898 Tomás Regalado 1903 |
| Kapitanowie Regenci San Marino | - 1899 Federico Gozi Silvestro Vita 1900 - 1900 Domenico Fattori Antonio Righi 1900 - 1900 Giovanni Bonelli Pietro Ugolini 1901 |
| Król Serbii                    | - 1889 Aleksander Obrenowić 1903                                                                                                |
| Prezydent Szwajcarii           | - 1900 Walter Hauser 1900 |
| Król Szwecji                   | - 1872 Oskar II 1907 |
| Premier Szwecji                | - 1891 Erik Gustaf Boström 1900 - 1900 Fredrik von Otter 1902                                                                   |
| Król Tajlandii                 | - 1868 Chulalongkorn 1910 |
| Król Tonga                     | - 1893 Jerzy Tupou II 1918 |
| Premier Tonga                  | - 1893 Siosateki Veikune 1905                                                                                                   |
| Sułtan Turków                  | - 1876 Abdülhamid II 1909 |
| Prezydent Urugwaju             | - 1899 Juan Lindolfo Cuestas 1903                                                                                               |
| Prezydent USA                  | - 1897 William McKinley 1901 |
| Prezydent Wenezueli            | - 1899 Cipriano Castro 1908 |
| Król Węgier                    | - 1848 Franciszek Józef I 1916                                                                                                  |
| Premier Węgier                 | - 1899 Kálmán Széll 1903 |
| Monarcha Wielkiej Brytanii     | - 1837 Wiktoria 1901 |
| Premier Wielkiej Brytanii      | - 1895 Robert Gascoyne-Cecil 1902                                                                                               |
| Król Włoch                     | - 1878 Humbert I 1900 - 1900 Wiktor Emanuel III 1946                                                                            |

Rok 1900 / MCM
stulecia: XVIII wiek ~
XIX wiek ~
XX wiek

dziesięciolecia:
1870–1879 •
1880–1889 •
1890–1899 •
1900–1909
• 1910–1919
• 1920–1929
• 1930–1939

lata: 1890 «
1895 «
1896 «
1897 «
1898 «
1899 «
1900
» 1901
» 1902
» 1903
» 1904
» 1905
» 1910

## Wydarzenia w Polsce
- 5 stycznia – uruchomiono wodociągi miejskie w Grudziądzu.
- 14 stycznia – otwarcie linii kolejowej Przeworsk – Rozwadów (dł. 74,42 km), należącej do C.K. Kolei Państwowych.
- 4 lutego – Feliks Dzierżyński został aresztowany i osadzony w X pawilonie Cytadeli Warszawskiej.
- 9 lutego – w Jeleniej Górze otwarto pierwszą linię tramwaju elektrycznego.
- 22 lutego – w Łodzi aresztowano Józefa Piłsudskiego i zlikwidowano drukarnię „Robotnika”.
- 3/4 marca – w wyniku pożaru kopalni Kleofas w Załężu na Górnym Śląsku zginęło 105 górników[1].
- 24 marca – w Krakowie odbyła się premiera dramatu Juliusza Słowackiego Sen srebrny Salomei.
- 1 kwietnia – Łazarz, Wilda i Jeżyce, podpoznańskie miejscowości zostały przyłączone do Poznania.
- 24 maja – w Poznaniu odbył się zjazd polskich kobiet w obronie polskości.
- 8 czerwca – w Krakowie odsłonięto pomnik Mikołaja Kopernika.
- 10 czerwca – w Chojnicach doszło do ataków na Żydów, oskarżanych o dokonanie rytualnego mordu na gimnazjaliście.
- 20 czerwca – we Lwowie ukazał się tygodnik „Gazeta Sportowa”, pierwsze polskie czasopismo informacyjno-publicystyczne poświęcone wszystkim ówcześnie uprawianym dyscyplinom sportu (ukazywał się do września 1901).
- Lipiec – w Krakowie obchodzono 500-lecie Uniwersytetu Jagiellońskiego.
- 12 lipca – w Kaliszu odsłonięto pomnik Aleksandra II.
- 13 lipca:
  - w katastrofie na budowie Politechniki Warszawskiej zginęły 3 osoby, 13 zostały rannych.
  - Władysław Stanisław Reymont został niegroźnie ranny w wypadku kolejowym w Warszawie. Sfałszowana opinia lekarska umożliwiła mu uzyskanie ogromnego odszkodowania.
- 18 lipca – społeczeństwo polskie podarowało Henrykowi Sienkiewiczowi dworek w Oblęgorku.
- 1 września – poświęcenie kamienia węgielnego pod budowę Politechniki Warszawskiej.
- 13 września – cesarz Franciszek Józef I zagroził deputacji polskiej utratą autonomii Galicji w razie dalszych roszczeń niepodległościowych.
- 14 września – manewry wojskowe z udziałem cesarza Austrii Franciszka Józefa w okolicach Krosna.
- 4 października – we Lwowie uroczyście, w obecności gości honorowych: Henryka Sienkiewicza, Ignacego Paderewskiego, Henryka Siemiradzkiego i prezydenta miasta Godzimira Małachowskiego, otwarto Teatr Miejski.
- 12 października – została otwarta Synagoga Wielka w Katowicach.
- 30 października – uroczyście otwarto dworzec Gdańsk Główny[2].
- 7 listopada – rozpoczęło się wydobycie w późniejszej KWK Wujek.
- 20 listopada – w Bronowicach miał miejsce ślub poety Lucjana Rydla i Jadwigi Mikołajczykówny, który stał się tematem Wesela Wyspiańskiego.
- 2 grudnia – Mieczysława Ćwiklińska zadebiutowała na scenie teatralnej.
- 10 grudnia – otwarcie pierwszego fragmentu wąskotorowej Kolei Jabłonowskiej[3] od stacji Warszawa Most do Jabłonny.
- 15 grudnia – w Warszawie otwarto gmach Zachęty.
- 17 grudnia – Józef Bilczewski został mianowany arcybiskupem lwowskim obrządku łacińskiego.
- 22 grudnia – Henryk Sienkiewicz otrzymał akt własności majątku w Oblęgorku, ufundowanego przez społeczeństwo z okazji 25-lecia pracy literackiej.
- 30 grudnia – w Teatrze Wielkim w Warszawie odbyła się polska premiera baletu Piotra Czajkowskiego Jezioro łabędzie.
- Grudzień – rozpoczęto budowę obserwatorium na Śnieżce.
- Liczebność Polaków 17.123 tys., w tym: Królestwo Polskie 6755 tys. (39,4%); Galicja i Śląsk Cieszyński 3565 tys. (20,8%); zabór pruski 3221 tys. (18,8%); zach. gubernie Rosji 886 tys. (5,2%); emigracja europejska i zamorska 2696 tys. (15,8%).
- Przekształcenie SDKP w SDKPiL (Socjaldemokracja Królestwa Polskiego i Litwy).

## Wydarzenia na świecie
- 1 stycznia – w Niemczech weszły w życie: Kodeks cywilny i Kodeks handlowy (ujednolicenie kodyfikacji prawa cywilnego w poszczególnych krajach niemieckich).
- 2 stycznia:
  - John Hay, amerykański dyplomata, ogłosił politykę otwartych drzwi dla handlu z Chinami.
  - w Chicago otwarto kanał (Chicago Drainage Canal) łączący miasto z jeziorem Michigan.
- 3 stycznia – „HMY Victoria and Albert”, parowiec pełniący rolę jachtu królewskiego w Wielkiej Brytanii, wywrócił się do góry dnem po wypłynięciu z portu.
- 4 stycznia – rozpoczęły się strajki górników w Niemczech i Belgii (Liège), które później przerodziły się w rozruchy.
- 5 stycznia:
  - Irlandzki lider nacjonalistów John Edward Redmond wezwał do buntu przeciw brytyjskiej dominacji.
  - fizyk Henry Augustus Rowland z Uniwersytetu Johnsa Hopkinsa w Baltimore odkrył przyczynę magnetyzmu ziemskiego.
  - odbył się pierwszy kongres Ukraińskiej Partii Narodowo-Demokratycznej.
- 6 stycznia:
  - doniesienia o głodzie w Indiach (głód objął ponad 3 mln mieszkańców)
  - Burowie zaatakowali miejscowość Ladysmith (w dzisiejszej prowincji KwaZulu-Natal w Republice Południowej Afryki), ponad 1000 osób zginęło.
- 8 stycznia – prezydent USA William McKinley wprowadził stan wojenny na Alasce.
- 9 stycznia:
  - pierwszy bezpośredni pociąg wyruszył z Kairu do Chartumu.
  - epidemia grypy wybuchła w Londynie.
  - założono klub sportowy S.S. Lazio.
- 10 stycznia – Frederick Roberts został mianowany głównodowodzącym armii brytyjskiej w wojnie burskiej.
- 12 stycznia – w Indiach ponad 3 miliony osób otrzymało racje żywnościowe.
- 13 stycznia – cesarz Niemiec i król Prus Wilhelm II Hohenzollern oznajmił, że język niemiecki jest naczelnym językiem w armii niemieckiej.
- 14 stycznia – w Rzymie odbyła się premiera opery Tosca Giacomo Pucciniego.
- 16 stycznia – Stany Zjednoczone zaakceptowały porozumienie angielsko-niemieckie z roku 1899, w którym Wielka Brytania wyrzekła się praw do zachodniej części wysp Samoa.
- 17 stycznia:
  - Indianie z plemienia Yaqui proklamowali niezależność od Meksyku.
  - w Berlinie odbyła się premiera opery Kain Eugene d’Alberta.
- 18 stycznia – w Paryżu pierwszy raz odbył się koncert muzyczny w kościele św. Eustachego.
- 23 stycznia – około 5 tys. górników w Czechach zach. (Austro-Węgry) rozpoczęło strajk.
- 23–24 stycznia – w drugiej wojnie burskiej doszło do bitwy (bitwa o Spion Kop) 23 km od miejscowości Ladysmith.
- 24 stycznia – rozpoczęły się negocjacje pomiędzy Londynem a Pretorią w celu zakończenia wojny burskiej.
- 25 stycznia – w Chinach następcą cesarza Guangxu mianowano 14-letniego księcia Pujuna.
- 26 stycznia – rozpoczęła się konferencja lewicowych organizacji pod nazwą Ligi Pracy (The Labor League) w Sydney w Australii. Na konferencji tej planowano założenie Australijskiej Partii Pracy.
- 27 stycznia:
  - powstanie bokserów: zagraniczni dyplomaci w Pekinie żądali ukrócenia rebelii.
  - we Francji założono pierwsze liczniki telefoniczne.
- 28 stycznia – w Lipsku założono Deutscher Fußball-Bund.
- 29 stycznia – w Filadelfii powołano baseballową Ligę Amerykańską.
- 30 stycznia – dowódcy wojsk brytyjskich, walczących w wojnie burskiej w Republice Południowej Afryki, zwrócili się do Londynu z prośbą o posiłki.
- 31 stycznia – wybuch epidemii dżumy intensyfikował się w miastach Australii.
- Luty – USA ratyfikowały konwencję pokojową z Hagi (1899).
- 1 lutego – Australia Zachodnia odmawiała przystąpienia do federacji, jeżeli nie otrzyma wolności fiskalnej na 5 lat.
- 2 lutego:
  - w Paryżu w „Opéra-Comique” odbyła się premiera opery Gustava Charpentiera – Louise.
  - w Paryżu wydano po francusku powieść Lwa Tołstoja Zmartwychwstanie.
- 3 lutego:
  - robotnicy strajkujący w Akwizgranie, Wiedniu, Brukseli i Budapeszcie, domagali się 8-godzinnego dnia pracy i podwyżek wynagrodzenia (właściciele fabryk nie zgodzili się na żadne ustępstwa).
  - w Paryżu otwarto Operę Popularną.
- 5 lutego – Izba Gmin przeprowadziła głosowanie nad sposobem, w jaki rząd brytyjski prowadzi wojnę z Burami. Większość 213 posłów głosowała przeciwko rządowi.
- 6 lutego:
  - powstał Międzynarodowy Sąd Rozjemczy w Hadze, wskutek ratyfikacji przez Holandię i USA postanowień konferencji pokojowej z 1899 roku.
  - Austro-Węgry zorganizowały mistrzostwa Europy w jeździe szybkiej na lodzie (jez. Cobańskie, Tatry Wysokie).
- 8 lutego – wojna burska: brytyjskie oddziały zostają pokonane przez Burów pod Ladysmith w RPA.
- 9 lutego – Dwight Davis, amerykański polityk, znany także jako tenisista, ufundował trofeum w tenisie męskim – Puchar Davisa (18 kg, srebro).
- 11 lutego:
  - wojna burska: oddziały brytyjskie rozpoczęły inwazję na Wolne Państwo Orania, maszerując od rzeki Oranje do Ramdamu.
  - w Charkowie została założona podziemna Rewolucyjna Partia Ukrainy (RUP).
- 12 lutego – w londyńskiej dzielnicy Tower Hamlets, w miejscu zwanym Mile End, doszło do demonstracji przeciw wojnie burskiej, która przerodziła się w rozruchy.
- 13 lutego:
  - niemiecki Reichstag ratyfikował układy z Togo (XI 1899 r.) i Samoa (XII 1899 r.). Wielka Brytania, USA i Niemcy podzieliły między siebie wyspy polinezyjskie.
  - w Petersburgu benefis primabaleriny Teatru Maryjskiego – Matyldy Krzesińskiej.
- 14 lutego:
  - Rosja w reakcji na międzynarodowe naciski, by przywrócić niepodległość Finlandii, wzmagała swą imperialną kontrolę nad tym krajem.
  - wojna burska: w RPA 20 tys. armia brytyjska dokonująca inwazji na Wolne Państwo Orania; walczyła pod miejscowością Paardeberg.
- 15 lutego – wojna burska: zakończenie oblężenia miasta Kimberley (przez 124 dni miasto było oblegane przez Burów).
- 16 lutego:
  - ukazała się powieść autorstwa Winstona Churchilla pod tytułem Savrola (Opowieść o rewolucji w Lauranii) [Savrola (A Tale of Revolution in Laurania)], była to jedyna powieść napisana przez tego znanego polityka.
  - Niemcy, USA i Wielka Brytania podpisały układ, na mocy którego przekazano Niemcom zachodnią część archipelagu Samoa.
- 18 lutego:
  - II wojna burska: rozpoczęła się bitwa pod Paardebergiem.
  - Harry Vardon(inne języki) został mistrzem świata w golfie.
  - mężczyzna ogłasza, że promieniowanie rentgenowskie wyleczyło go z raka.
- 19 lutego – Alfred von Tirpitz stwierdził, że flota niemiecka „musi być na tyle silna, by zapewnić panowanie na Morzu Północnym”.
- 27 lutego:
  - w Anglii powstała socjaldemokratyczna Partia Pracy (Labour Party); Ramsay MacDonald został mianowany sekretarzem powstałej Partii Pracy.
  - II wojna burska: zwycięstwem Brytyjczyków zakończyła się bitwa pod Paardebergiem.
  - II wojna burska: w RPA brytyjscy dowódcy otrzymali dokument od głównodowodzącego armią Burów generała Pieta Cronjé, w którym Burowie bezwarunkowo skapitulowali.
  - Franz John założył klub piłkarski Bayern Monachium.
- 28 lutego – II wojna burska: brytyjska armia została wzmocniona w Ladysmith poprzez przybycie dodatkowych oddziałów kawalerii, wojska brytyjskie zdobyły po trzech miesiącach oblężenia miasto Ladysmith.
- 2 marca – papież Leon XIII potępił wojnę burską.
- 3 marca – zakończył się strajk górników w Niemczech.
- 5 marca – dwa krążowniki należące do floty USA zostały wysłane do Ameryki Centralnej w celu ochrony amerykańskiej racji stanu w sporze pomiędzy Nikaraguą i Kostaryką.
- 7 marca – pożar zniszczył część dachu w rezydencji brytyjskich monarchów – Buckingham Palace.
- 9 marca – kobiety w Niemczech domagały się prawa pozwalającego partycypować w egzaminach pozwalających na studia uniwersyteckie (do Reichstagu skierowano petycję).
- 11 marca – wojna burska: Lord Salisbury, premier brytyjski, odrzucił wstępne warunki zakończenia wojny burskiej, przedłożone przez lidera Burów Paula Krugera.
- 13 marca:
  - wojna burska: armia brytyjska dowodzona przez Fredericka Robertsa okupowała miasto Bloemfontein w Wolnym Państwie Orania.
  - wojna burska: prezydent Paul Kruger oświadczył, że Wolne Państwo Orania stanowi część Republiki Południowej Afryki.
- 14 marca:
  - uchwalono Gold Standard Act opierający dolara amerykańskiego na złocie.
  - Hugo de Vries, holenderski botanik i genetyk, potwierdził wcześniej sformułowane w roku 1866 – prawa Mendla, mówiące o regułach przekazywania cech dziedzicznych.
- 15 marca:
  - wojna burska: premier Wielkiej Brytanii odrzucił propozycję prezydenta USA Williama McKinleya oferującego mediacje w wojnie burskiej.
  - w USA wszedł w życie akt prawny (Gold Standard Act), który wiąże wartość waluty amerykańskiej ze standardem złota.
- 16 marca – sir Arthur John Evans zakupił ziemię, na której znajdują się ruiny pałacu w Knossos na Krecie celem przeprowadzenia prac wykopaliskowych.
- 18 marca – założono klub piłkarski AFC Ajax.
- 19 marca:
  - otwarto zakłady Fiata w Turynie.
  - wojna burska: w Londynie rząd zaciągnął pożyczkę publiczną na sumę 335 milionów funtów (11 razy większa niż przewidywana).
  - Anglik Arthur Evans ogłosił rozpoczęcie prac wykopaliskowych na Krecie, które stały się początkiem jednego z największych odkryć światowej archeologii, liczących sobie 4000 lat ruin pałacu w Knossos.
- 20 marca – sekretarz stanu USA John Hay oznajmił, że mocarstwa europejskie wyraziły zgodę na prowadzenie w Chinach polityki otwartych drzwi w sprawach handlu.
- 24 marca:
  - burmistrz Nowego Jorku, Van Wyck(inne języki), rozpoczął budowę metra (Rapid Transit Railroad) łączącego Manhattan z Brooklynem.
  - 14-letni chłopiec zastrzelił w Ohio ostatniego żyjącego na wolności gołębia wędrownego.
- 25 marca – rozpoczęła się tak zwana „Wojna o złoty zydel” w Zachodniej Afryce, brytyjskie siły kolonialne zaatakowały Królestwo Aszanti.
- 27 marca:
  - rosyjska flota przybyła do Korei, wywołując konsternację w rządzie japońskim.
  - pogłębił się kryzys żywnościowy w Indiach, miliony głodujących ludzi oczekiwało na pomoc od brytyjskiego rządu kolonialnego.
  - zwodowano francuski krążownik pancerny „Montcalm”.
- 28 marca:
  - ponad 1000 ton nieczystości zostało usunięte z domów w Sydney w Australii, które zostały wyburzone z miejsc nawiedzonych przez epidemię dżumy.
  - niemiecki astronom Friedrich Karl Arnold Schwassmann odkrył planetoidę (454) Mathesis.
- 31 marca – we Francji czas dnia roboczego dla kobiet i dzieci został ustawowo skrócony do 11 godzin.
- 1 kwietnia:
  - król Jerzy I Grecki stał się władcą absolutnym Krety.
  - Irlandzka Gwardia, jako jedyny składający się tylko z Irlandczyków oddział w armii brytyjskiej, został sformowany przez królową Wiktorię Hanowerską.
  - każdy francuski policjant został zobowiązany do noszenia broni.
- 4 kwietnia – anarchista usiłował zastrzelić księcia Walii podczas wizyty w Belgii, na urodzinach króla belgijskiego.
- 14 kwietnia:
  - w Paryżu otwarto Wystawę Światową.
  - w Paryżu założono Międzynarodową Unię Kolarską (UCI).
- 22 kwietnia – francuskie wojska kolonialne pokonały i zabiły afrykańskiego przywódcę wojskowego Rabiha az-Zubajra w bitwie o Kousséri, zapewniając tym samym dominację francuską nad Czadem.
- 23 kwietnia – otwarcie pierwszego Biura Oddziału Towarzystwa Strażnica w Londynie.
- 25 kwietnia – wyprawa polarna pod dowództwem włoskiego księcia Ludwika Amadeusza Sabaudzkiego zbliżyła się na rekordową odległość do bieguna północnego, osiągając 86°34′ szer. geogr. północnej.
- 27 kwietnia – Hannibal Sehested został premierem Danii.
- 1 maja – eksplozja w kopalni węgla w Scofield w Utah zabiła 200 górników.
- 2 maja – król Szwecji, Oskar II, deklarował poparcie dla Brytyjczyków w wojnie burskiej.
- 4 maja – założono niemiecki klub piłkarski 1. FC Nürnberg.
- 10 maja – przyszły cesarz Japonii Yoshihito poślubił Sadako Kujō.
- 14 maja – w Paryżu rozpoczęły się II Letnie Igrzyska Olimpijskie.
- 17 maja:
  - wojna burska: wojska brytyjskie, po 217 dniach oblężenia miasta Mafeking (dzisiaj Mafikeng) przez oddziały burskie, przyszły z odsieczą oblężonym.
  - powstanie bokserów: rebelianci zniszczyli trzy wioski koło Pekinu i zabili 60 Chińczyków – chrześcijan.
- 18 maja:
  - delegacja Burów przybyła do USA prosić o wsparcie.
  - wyspy archipelagu Tonga stały się protektoratem brytyjskim.
- 21 maja – Rosja zajęła Mandżurię.
- 22 maja – niemieccy astronomowie Max Wolf i Arnold Schwassmann odkryli planetoidę (455) Bruchsalia.
- 23 maja – sierżant William Harvey Carney jako pierwszy czarnoskóry obywatel został odznaczony Medalem Honoru (za bohaterstwo w czasie bitwy o Fort Wagner w wojnie secesyjnej).
- 24 maja:
  - został zwodowany rosyjski krążownik „Aurora”.
  - wojna burska: Brytyjczycy dokonali aneksji Wolnego Państwa Orania i przyłączyli do swych kolonii.
  - papież Leon XIII kanonizował Jana Chrzciciela de la Salle.
- 25 maja:
  - wojna burska: burscy żołnierze zagłosowali za kontynuacją wojny.
  - w Montevideo otwarto Stadion Gran Parque Central.
- 28 maja – powstanie bokserów: rebelianci zaatakowali personel belgijski na stacji kolejowej Fengtai.
- 29 maja:
  - powstanie bokserów: chiński rząd potępił rebeliantów.
  - Francuzi założyli Fort-Lamy (obecnie stolica Czadu Ndżamena).
- 30 maja – powstanie bokserów: rebelianci okupowali Tiencin.
- 31 maja:
  - wojna burska: Brytyjczycy zajęli Johannesburg, Burowie wycofali się do Pretorii.
  - powstanie bokserów: wyjęto spod prawa bokserów w Chinach.
  - powstanie bokserów: oddziały pokojowe z różnych krajów europejskich wkraczały do Chin.
- 1 czerwca – Carry Nation, rzeczniczka prohibicji w USA, zdemolowała 25 lokali, gdzie podawano napoje alkoholowe.
- 2 czerwca – założono niemiecki klub piłkarski 1. FC Kaiserslautern.
- 4 czerwca – wystawa Auguste’a Rodina w Paryżu.
- 5 czerwca – wojna burska: Brytyjscy żołnierze wkroczyli do Pretorii.
- 11 czerwca – powstanie bokserów: zburzono budynki rosyjskiej misji prawosławnej w Pekinie.
- 14 czerwca:
  - Reichstag, parlament Cesarstwa Niemieckiego, zaaprobował rozwój Niemieckiej Marynarki Wojennej (Kaiserliche Marine).
  - Hawaje ustanowiono terytorium Stanów Zjednoczonych.
- 16 czerwca – w Niemczech otwarto Kanał Łaba-Lubeka.
- 17 czerwca – powstanie bokserów: wojska sprzymierzonych zdobyły Forty Dagu u ujścia rzeki Hai He w Tiencinie.
- 19 czerwca – została zarejestrowana Fundacja Nobla.
- 20 czerwca – powstanie bokserów: rebelianci zgromadzili około 20 tys. osób w pobliżu Pekinu, zamordowali setki Europejczyków, w tym ambasadora niemieckiego.
- 21 czerwca – na ulice Brna wyjechały pierwsze tramwaje elektryczne (wcześniej jeździły parowe).
- 23/24 czerwca – powstanie bokserów: w nocy powstańcy dokonali w Pekinie masakry 222 wyznawców prawosławia.
- 24 czerwca – uruchomiono komunikację tramwajową w rosyjskim Astrachaniu.
- 30 czerwca – w pożarze portu w Hoboken w amerykańskim stanie New Jersey zginęło 326 osób, a ok. 250 odniosło obrażenia. Doszczętnie spłonęły 3 statki pasażerskie i 18 mniejszych jednostek.
- 2 lipca – odbył się pierwszy udany lot sterowcem skonstruowanym przez Ferdinanda von Zeppelina, nad Jeziorem Bodeńskim w pobliżu Friedrichshafen (sterowiec LZ 1).
- 5 lipca:
  - w parlamencie brytyjskim została uchwalona konstytucja Wspólnoty Narodów Australii.
  - powstał angielski klub piłkarski West Ham United F.C.
- 9 lipca – królowa Wiktoria Hanowerska zatwierdziła Australijską Konstytucję Wspólnoty Narodów.
- 12 lipca – niemiecki statek pasażerski SS „Deutschland” zdobył Błękitną Wstęgę Atlantyku.
- 13 lipca – powstanie bokserów: europejskie sojusznicze wojska interwencyjne odbiły miasto Tiencin z rąk rebeliantów.
- 19 lipca – została otwarta pierwsza linia metra w Paryżu.
- 20 lipca – hrabia Ferdinand von Zeppelin odbył swój pierwszy udany lot sterowcem.
- 25 lipca – doszło do rozruchów na tle rasowym w Nowym Orleanie, ponad 28 osób zabitych.
- 29 lipca – we Włoszech król Humbert I został zastrzelony przez anarchistę Gaetano Bresciego.
- 5 sierpnia – pogrom Żydów w Odessie.
- 8 sierpnia – na Międzynarodowym Kongresie Matematycznym w Paryżu David Hilbert przedstawił listę 23 nierozwiązanych problemów matematycznych.
- 10 sierpnia – rozegrano pierwszy mecz o Puchar Davisa pomiędzy Stanami Zjednoczonymi i Wielką Brytanią
- 14 sierpnia:
  - powstanie bokserów: korpus ekspedycyjny uwolnił uwięzionych w Chinach zachodnich dziennikarzy.
  - powstanie bokserów: wojska międzynarodowe wkroczyły do Pekinu, jego zdobycie oznaczało upadek powstania.
- 27 sierpnia – wojna burska: w miejscowości Bergendal brytyjskie oddziały rozbiły grupę komandosów burskich.
- 1 września – aneksja Transwalu przez Wielką Brytanię.
- 2 września – w pruskich szkołach publicznych wprowadzono przedmiot wychowanie seksualne.
- 8 września – potężny huragan zabił od 6 do 12 tys. mieszkańców okolic Galveston w Teksasie.
- 13 września – wojna filipińsko-amerykańska: filipińscy żołnierze ruchu oporu rozbili dużą kolumnę wojsk USA w bitwie pod Pulang Lupa.
- 17 września:
  - wojna filipińsko-amerykańska: Filipińczycy pod dowództwem Juana Caillesa zwyciężyli wojska amerykańskie dowodzone przez pułkownika Benjamina F. Cheathama w bitwie o Mabitac.
  - w Australii ogłoszono federację sześciu kolonii, tworzącą jedno państwo.
- 23 września – w Paryżu obradował Międzynarodowy Kongres Socjalistyczny (18 delegatów z Polski, w tym: Ignacy Daszyński, Bolesław Limanowski, Leon Wasilewski, Róża Luksemburg).
- 25 września – po raz pierwszy do Izby Gmin zostali wybrani (dwaj) posłowie Partii Pracy.
- 26 września – zwodowano pancernik Potiomkin.
- 29 września – w Nowym Jorku Amerykanin Maxwell Long ustanowił lekkoatletyczny rekord świata w biegu na 400 m wynikiem 49,4 s[4].
- Październik – norweski wynalazca Johann Vaaler domagał się patentu na swój wynalazek spinacza do papieru.
- 5 października – w Paryżu kongres międzyparlamentarny potępił politykę Wielkiej Brytanii w Afryce.
- 12 października – marynarka wojenna Stanów Zjednoczonych przyjęła do służby swój pierwszy okręt podwodny – USS Holland (SS-1).
- 16 października – w Chinach podpisano pokój i układ między Niemcami i Wielką Brytanią.
- 25 października – Wielka Brytania zaanektowała Transwal.
- 28 października:
  - zakończyły się II Letnie Igrzyska Olimpijskie w Paryżu.
  - założono klub piłkarski RCD Espanyol Barcelona.
- 29 października – wybuch w zakładach chemicznych w Nowym Jorku zabił około 200 osób.
- 1 listopada – ukazała się encyklika papieża Leona XIII De Redemptore.
- 3 listopada:
  - otwarto pierwszą wystawę samochodów w Nowym Jorku w Madison Square Garden(inne języki).
  - Panama odłączyła się od Kolumbii.
- 4 listopada – w Kassel założono Deutscher Rugby-Verband.
- 6 listopada – w wyborach prezydenckich w USA urzędujący prezydent, republikanin William McKinley, pokonał demokratę Williama Jenningsa Bryana.
- 14 listopada:
  - oddano do użytku most kolejowo-drogowy Linzer Eisenbahnbrücke na Dunaju w austriackim Linzu.
  - sąd w czeskim Písku skazał na karę śmierci (zamienioną później na karę dożywocie) upośledzonego umysłowo włóczęgę pochodzenia żydowskiego Leopolda Hilsnera, oskarżonego o dokonanie mordu rytualnego na 19-letniej czeskiej katoliczce.
- 23 listopada – wystawa Claude’a Moneta w Paryżu.
- 1 grudnia:
  - w Berlinie po raz pierwszy wystąpił przed publicznością Artur Rubinstein.
  - założono włoski klub piłkarski ACR Messina.
- 7 grudnia – w Berlinie Max Planck sformułował prawo „Ciała doskonale czarnego”.
- 11 grudnia – Garretson Gibson został prezydentem Liberii.
- 13 grudnia – uruchomiono pierwszą wąskotorową linię kolejową na Bornholmie.
- 14 grudnia – Berlin: Max Planck przedstawił teorię kwantową.
- 18 grudnia – z Górnego Wąwozu Paproci (Upper Ferntree Gully) do Gembrook w stanie Wiktoria w Australii, uruchomiono kolej wąskotorową (o prześwicie 762 mm).
- Powstała Zjednoczona Partia Irlandzka, na czele której stanął John Edward Redmond.
- W Indiach powstał fundusz do walki z głodem.

## Urodzili się
- 1 stycznia:
  - Wasilij Askalepow, radziecki generał major (zm. 1948)
  - Mieczysław Batsch, polski piłkarz (zm. 1977)
  - Mieczysław Sylwester Bobrownicki-Libchen, polski oficer, legionista (zm. 1965)
  - Alexandru Borbely, rumuński piłkarz (zm. 1987)
  - Paola Borboni, włoska aktorka (zm. 1995)
  - Giovanni Corbjons, włoski piłkarz (zm. 1967)
  - Xavier Cugat, hiszpański muzyk (zm. 1990)
  - Mieczysława Mitera-Dobrowolska, polska polonistka, historyczka literatury, nauczycielka akademicka (zm. 1992)[5]
  - Chiune Sugihara, japoński dyplomata (zm. 1986)
- 2 stycznia:
  - Albin Dahl, szwedzki piłkarz (zm. 1980)
  - William Haines, amerykański aktor (zm. 1973)
  - Józef Klotz, polski piłkarz pochodzenia żydowskiego (zm. 1941)
  - Leslie Peltier, amerykański astronom amator (zm. 1980)
- 3 stycznia:
  - Marcel Gobillot, francuski kolarz szosowy (zm. 1981)
  - Marian Melman, polski aktor, reżyser teatralny i filmowy pochodzenia żydowskiego (zm. 1978)
- 4 stycznia:
  - James Bond, amerykański ornitolog (zm. 1989)
  - Władysław Krasnowiecki, polski aktor, prezes ZASP (zm. 1983)
  - Zofia Kuntze, polska zoolog, cytolog (zm. 1944)
  - Emilio Solari, argentyński piłkarz (zm. 1930)
- 5 stycznia – Yves Tanguy, francusko-amerykański malarz (zm. 1955)
- 6 stycznia:
  - Alaksandr Adamowicz, białoruski działacz komunistyczny (zm. 1937)
  - Maria Hohenzollern-Sigmaringen, królowa Jugosławii (zm. 1961)
  - Friedrich Schiedat, niemiecki prawnik, burmistrz Olsztyna (zm. 1966)
- 7 stycznia:
  - Stanisław Czulak, polski piłkarz (zm. 1974)
  - Arvo Haavisto, fiński zapaśnik (zm. 1977)
  - Marian Jachimowski, major piechoty Wojska Polskiego, działacz niepodległościowy (zm. 1938)
- 8 stycznia – Marian Einbacher, polski piłkarz (zm. 1943)
- 9 stycznia:
  - Annibale Ciarniello(inne języki), włoski żołnierz, weteran I wojny światowej (zm. 2007)
  - Wasilij Grabin, rosyjski konstruktor broni artyleryjskiej (zm. 1980)
- 10 stycznia:
  - Karl Linke, wschodnioniemiecki generał, szef wywiadu wojskowego (zm. 1961)
  - Teodoro Picado Michalski, adwokat, pisarz, dziennikarz, polityk, prezydent Kostaryki (zm. 1960)
  - Julian Rzóska, polski zoolog, hydrobiolog, wykładowca akademicki (zm. 1984)
- 12 stycznia:
  - Fuller Albright, amerykański lekarz, endokrynolog (zm. 1969)
  - Väinö Hannikainen, fiński kompozytor i harfista (zm. 1960)
- 13 stycznia:
  - Wasilij Aleksiejew, radziecki generał porucznik wojsk pancernych (zm. 1944)
  - Václav Čikl, czeski duchowny prawosławny, uczestnik ruchu oporu (zm. 1942)
  - Gertrude Mary Cox, amerykańska statystyk (zm. 1978)
  - Yasuji Kiyose, japoński kompozytor (zm. 1981)
- 14 stycznia:
  - Jenö Barcsay, węgierski malarz (zm. 1988)
  - Wilfrid Lawson, amerykański aktor (zm. 1966)
- 15 stycznia:
  - Compton Bennett(inne języki), brytyjski reżyser filmowy (zm. 1974)
  - Pawieł Bogdanow, radziecki szef kontrwywiadu (zm. 1950)
  - William Heinesen, farerski pisarz, kompozytor, malarz i poeta (zm. 1991)
  - Zofia Maternowska, polska lekarka, żołnierz AK, więzień polityczny okresu stalinizmu (zm. 1990)
  - Aniela Wolnik, polska sanitariuszka, uczestniczka powstań śląskich (zm. 1957)
- 16 stycznia:
  - Edith Frank-Holländer, holenderska Żydówka, matka Anne i Margot (zm. 1945)
  - Aleksandra Leszczyńska, polska aktorka (zm. 1986)
  - Honoré Louit, francuski żeglarz, olimpijczyk (zm. 1981)
- 18 stycznia:
  - George Calnan, amerykański szermierz (zm. 1933)
  - Piotr Grabowski, polski rewolucjonista (zm. 1970)
  - Heaton Wrenn, amerykański sportowiec i prawnik, medalista olimpijski (zm. 1978)
- 19 stycznia – Jan Vreede, holenderski żeglarz, medalista olimpijski (zm. 1989)
- 20 stycznia:
  - Zbigniew Badowski, polski oficer, ofiara zbrodni katyńskiej (zm. 1940)
  - Colin Clive, angielski aktor (zm. 1937)
- 21 stycznia:
  - Elof Ahrle, szwedzki aktor, reżyser filmowy (zm. 1965)
  - Arthur Kurt Andrae, zbrodniarz nazistowski (zm. ?)
  - Fernando Quiroga y Palacios, hiszpański duchowny katolicki, arcybiskup Santiago de Compostela, kardynał (zm. 1971)
  - Agnieszka Ślązak, polska Sprawiedliwa wśród Narodów Świata (zm. 1980)
  - Oleg Wołkow, rosyjski pisarz, publicysta, tłumacz (zm. 1996)
- 22 stycznia:
  - Ernst Busch, niemiecki piosenkarz, aktor (zm. 1980)
  - Ludovico di Caporiacco, włoski arachnolog, wykładowca akademicki (zm. 1951)
- 23 stycznia:
  - Rudolf Abel, radziecki oficer (zm. 1955)
  - Bino Bini, włoski szablista (zm. 1974)
  - David Hand, amerykański animator, reżyser filmowy (zm. 1986)
- 24 stycznia:
  - Filipp Agalcow, radziecki dowódca wojskowy (zm. 1980)
  - Heinz Hax, niemiecki generał major, pięcioboista nowoczesny, strzelec sportowy (zm. 1969)
  - Alfred Świerkosz, polski dziennikarz, fotograf (zm. 1968)
- 25 stycznia:
  - Theodosius Dobzhansky, amerykański biolog, genetyk, entomolog, wykładowca akademicki pochodzenia ukraińskiego (zm. 1975)
  - Schuyler Enck, amerykański lekkoatleta, średniodystansowiec (zm. 1970)
  - Yōjirō Ishizaka(inne języki), japoński pisarz (zm. 1986)
- 26 stycznia – Andy Auld, amerykański piłkarz pochodzenia szkockiego (zm. 1977)
- 28 stycznia:
  - Anni Holdmann, niemiecka lekkoatletka, sprinterka (zm. 1960)
  - Hermann Kesten, niemiecki pisarz pochodzenia żydowskiego (zm. 1996)
  - Alice Neel, amerykańska malarka (zm. 1984)
- 29 stycznia:
  - Włodzimierz Krygier, polski hokeista, piłkarz (zm. 1975)
  - Stefan Pajączkowski, polski ziemianin, prawnik, rotmistrz, artysta malarz, twórca obrazów batalistycznych, znawca kostiumologii wojsk, umundurowania i uzbrojenia, grafik, muzealnik (zm. 1978)
- 30 stycznia:
  - Justyn Wincenty Bulanda, polski ksiądz katolicki, etnograf amator (zm. 1954)
  - Izaak Dunajewski (ros. Исаа́к О́сипович Дунае́вский), rosyjski kompozytor i dyrygent żydowskiego pochodzenia (zm. 1955)
- 1 lutego - Anna Leporska, rosyjska malarka (zm. 1982)
- 2 lutego:
  - Władysław Chabowski, polski działacz komunistyczny i związkowy (zm. 1977)
  - Józef Kowalski, ostatni żyjący weteran wojny polsko-bolszewickiej (zm. 2013)
  - Mieczysław Oborski, polski żołnierz (zm. 1953)
- 4 lutego – Jacques Prévert, francuski pisarz i poeta (zm. 1977)
- 5 lutego:
  - Ludovico Bidoglio, argentyński piłkarz (zm. 1970)
  - Tadeusz Burnatowicz, polski aktor, reżyser teatralny, nauczyciel i wykładowca akademicki (zm. 1977)
  - Adlai Ewing Stevenson II, amerykański polityk, gubernator stanu Illinois (zm. 1965)
- 8 lutego:
  - Paweł Chrószcz, polski działacz sportowy (zm. 1983)
  - Lonnie Johnson, amerykański bluesman i gitarzysta (zm. 1970)
- 9 lutego - Alicja Abczyńska, powstaniec warszawski, łączniczka i sanitariuszka AK (zm. 1989)
- 11 lutego – Hans-Georg Gadamer, niemiecki filozof (zm. 2002)
- 12 lutego:
  - Alfred Brunon Bem, polski działacz komunistyczny i związkowy pochodzenia niemieckiego (zm. 1937)
  - Robert Boothby, brytyjski arystokrata, polityk (zm. 1986)
  - Adele S. Buffington, amerykańska scenarzystka filmowa pochodzenia niemieckiego (zm. 1973)
  - Wasilij Czujkow, radziecki dowódca wojskowy, marszałek ZSRR, polityk (zm. 1982)
  - Roger Heim, francuski mykolog, wykładowca akademicki, muzealnik (zm. 1979)
  - Paweł Karuza, białoruski nauczyciel, polityk, poseł na Sejm RP (zm. 1988)
- 14 lutego – Alojzy Bełza, polski wojskowy, legionista (zm. 1976)
- 15 lutego:
  - Wasilij Ananjicz, radziecki kontradmirał (zm. 1977)
  - Einar Borges, duński zapaśnik (zm. 1984)
  - Ray Casey, amerykański tenisista (zm. 1986)
- 16 lutego – Kazimierz Baraniecki, polski porucznik rezerwy, ofiara zbrodni katyńskiej (zm. 1940)
- 17 lutego – Ksawery Błasiak, żołnierz Armii Krajowej (zm. 1947)
- 18 lutego:
  - Nikołaj Anosow, rosyjski kompozytor, pedagog i dyrygent (zm. 1962)
  - Dmitrij Arkadjew, funkcjonariusz NKWD (zm. 1954)
  - Hendrik Fokker, holenderski żeglarz, olimpijczyk (zm. 1943)
- 19 lutego – Konrad Guderski, polski inżynier wodny, dowódca obrony Poczty Polskiej w Gdańsku (zm. 1939)
- 20 lutego:
  - Bolesław Kamiński, polski aktor, piosenkarz, kabareciarz (zm. 1992)
  - Quinn McNemar, amerykański psycholog i statystyk (zm. 1986)
- 21 lutego – Józef Adamek, polski piłkarz (zm. 1974)
- 22 lutego:
  - Evald Aaw, estoński kompozytor i dyrygent chórów (zm. 1939)
  - Luis Buñuel, hiszpański reżyser (zm. 1983)
  - Karel Cejp, czeski botanik i mykolog (zm. 1979)
- 23 lutego – Anatolij Batamirow, radziecki działacz państwowy i partyjny (zm. 1983)
- 26 lutego:
  - Denis Couttet, francuski biegacz narciarski (zm. 1956)
  - Halina Konopacka, polska lekkoatletka, pierwsza polska złota medalistka olimpijska (zm. 1989)
  - Jean Negulesco, amerykański reżyser (zm. 1993)
- 1 marca:
  - Ernst Alm, szwedzki biegacz narciarski (zm. 1980)
  - Basil Bunting, angielski poeta i tłumacz (zm. 1985)
- 2 marca:
  - Józef Ulma, polski rolnik, Sługa Boży (zm. 1944)
  - Kurt Weill, niemiecki kompozytor (zm. 1950)
- 3 marca:
  - Heinrich Barbl, austriacki hydraulik, członek personelu obozu zagłady w Bełżcu (zm. ?)
  - Edna Best, angielska aktorka (zm. 1974)
  - Jerzy Manteuffel, polski historyk, filolog klasyczny, papirolog (zm. 1954)
- 4 marca:
  - Désiré Bastin, belgijski piłkarz (zm. 1971)
  - Jan Zachwatowicz, polski profesor architektury; generalny konserwator zabytków (zm. 1983)
- 5 marca – Johanna Langefeld, niemiecka nadzorczyni w obozach koncentracyjnych (zm. 1974)
- 6 marca:
  - Willy Brünning, zbrodniarz hitlerowski (zm. 1947)
  - Gina Cigna, francuska śpiewaczka, stulatka (zm. 2001)
- 7 marca – Herbert Blumer, amerykański socjolog (zm. 1987)
- 8 marca:
  - Franciszek Białas, polski działacz socjalistyczny (zm. 1970)
  - Rafael Ángel Calderón Guardia, kostarykański lekarz i polityk (zm. 1970)
- 9 marca – Howard Aiken, amerykański inżynier, pionier informatyki (zm. 1973)
- 10 marca:
  - Violet Brown, jamajska superstulatka (zm. 2017)
  - Bolesław Tyllia, polski dyrygent (zm. 1940)
- 11 marca:
  - Alfredo Dinale, włoski kolarz szosowy i torowy (zm. 1976)
  - Artur Prędski, polski prozaik, poeta pochodzenia żydowskiego (zm. 1941)
- 12 marca – Rinus van den Berge, holenderski sprinter (zm. 1972)
- 13 marca:
  - Salote Tupou III, królowa Tonga (zm. 1965)
  - Jorgos Seferis, grecki poeta i eseista (zm. 1971)
- 15 marca – Ernst Neufert, niemiecki architekt, autor dzieła Podręcznik projektowania architektoniczno-budowlanego (zm. 1986)
- 19 marca – Frédéric Joliot-Curie, francuski fizyk, laureat Nagrody Nobla (zm. 1958)
- 20 marca:
  - Estera Broder, polska nauczycielka, botanik (zm. 1944)
  - Aleksiej Chworostuchin, radziecki polityk (zm. 1985)
  - Lidia Nartowska, polska choreografka, działaczka społeczna i kultury (zm. 1967)
- 22 marca:
  - Christine Johanna Buisman, holenderska mykolożka (zm. 1936)
  - Władysław Prażmowski, polski lekarz, kawaler Virtuti Militari (zm. 1991)
- 23 marca:
  - Stefan Blank-Weissberg, polski entomolog, pszczelarz, wojskowy (zm. 1940)
  - Józef Motyka, polski botanik, lichenolog, profesor systematyki roślin i geografii roślin (zm. 1984)
  - Erich Fromm, amerykański filozof, psycholog i psychoanalityk niemieckiego pochodzenia (zm. 1980)
  - Augustyna Pena Rodríguez, hiszpańska zakonnica, męczennica, błogosławiona katolicka (zm. 1936)
- 24 marca:
  - Benedykt, rosyjski biskup prawosławny (zm. 1976)
  - Jakow Broud, radziecki dowódca wojskowy (zm. 1942)
- 25 marca – Weselin Beszewliew, bułgarski historyk i filolog (zm. 1992)
- 26 marca – Erich Bauer, niemiecki mechanik, pracownik obozu zagłady (zm. 1980)
- 28 marca – Mordechaj Bentow, izraelski prawnik i polityk (zm. 1985)
- 29 marca:
  - Bill Aston, brytyjski kierowca wyścigowy (zm. 1974)
  - John McEwen, australijski polityk, premier Australii (zm. 1980)
- 31 marca:
  - Lőrinc Szabó, węgierski poeta (zm. 1957)
  - Henryk Windsor, książę Gloucester (zm. 1974)
- 1 kwietnia:
  - Eugeniusz Ajnenkiel, polski historyk, polityk, popularyzator dziejów Łodzi (zm. 1981)
  - Albert Ayguesparse, belgijski pisarz francuskojęzyczny (zm. 1996)
  - Stefanie Clausen, duńska skoczkini do wody (zm. 1981)
- 2 kwietnia:
  - Roberto Arlt, argentyński pisarz (zm. 1942)
  - Heinrich Besseler, niemiecki muzykolog (zm. 1969)
- 3 kwietnia – Antoni Żuliński, polski aktor (zm. 1973)
- 4 kwietnia – Izydor Zaczykiewicz, polski pisarz (zm. 1991)
- 5 kwietnia:
  - Józef Budziakowski, polski inżynier, kapitan saperów Polskich Sił Zbrojnych (zm. 1983)
  - Spencer Tracy, amerykański aktor (zm. 1967)
- 6 kwietnia – Edvīns Bārda, łotewski piłkarz (zm. 1947)
- 7 kwietnia:
  - Adolf Dymsza, polski aktor (zm. 1975)
  - Tebbs Lloyd Johnson, brytyjski lekkoatleta, chodziarz (zm. 1984)
- 8 kwietnia:
  - Roger Abel, monakijski strzelec, olimpijczyk (zm. 1982)
  - Fricis Bergs, łotewski polityk (zm. 1994)
  - Ilka Chase, amerykańska aktorka i pisarka (zm. 1978)
- 11 kwietnia – Maria Gwidona od Miłosierdzia Bożego (Helena Cierpka), polska nazaretanka, męczennica, błogosławiona katolicka (zm. 1943)
- 12 kwietnia:
  - Erika Giovanna Klien, austriacka malarka (zm. 1957)
  - Joe Lapchick, amerykański koszykarz, trener pochodzenia czeskiego (zm. 1970)
  - Leon Mroczkiewicz, polski profesor leśnictwa (zm. 1971)
- 14 kwietnia:
  - Salvatore Baccaloni, włoski śpiewak operowy (bas) (zm. 1969)
  - Nina Chruszczowa, radziecka pierwsza dama (zm. 1984)
- 15 kwietnia:
  - Zygmunt Modzelewski, polski ekonomista, polityk, minister spraw zagranicznych, członek Rady Państwa PRL (zm. 1954)
  - Włodzimierz Prochaska, polski architekt, wykładowca akademicki (zm. 1992)
  - Stanisław Skrzypczak, polski działacz śpiewaczy (zm. 1966)
- 16 kwietnia:
  - Gerrit Horsten, holenderski piłkarz (zm. 1961)
  - Turybiusz Romo González, meksykański duchowny katolicki, męczennik, święty (zm. 1928)
- 17 kwietnia:
  - Herbert Brust, niemiecki kompozytor (zm. 1968)
  - Willy Burkhard, szwajcarski kompozytor (zm. 1955)
- 18 kwietnia:
  - Stanisław Jóźwiak, polski działacz komunistyczny (zm. 1977)
  - Władysław Kulesza, polski oficer, kawaler Orderu Virtuti Militari (zm. 1978)
  - Wend von Wietersheim, niemiecki generał porucznik (zm. 1975)
- 19 kwietnia:
  - Richard Hughes, brytyjski pisarz (zm. 1976)
  - Roland Michener, kanadyjski dyplomata, polityk (zm. 1991)
  - Aleksandr Ptuszko, radziecki reżyser i scenarzysta filmowy, animator (zm. 1973)
- 20 kwietnia:
  - Jerzy Korohoda, polski specjalista hodowli roślin, wykładowca akademicki (zm. 1991)
  - Fred Raymond, austriacki kompozytor (zm. 1954)
  - Emanuel Schäfer, niemiecki prawnik, funkcjonariusz i zbrodniarz nazistowski (zm. 1974)
  - Teodor Zaczyk, polski szpadzista, szablista, trener (zm. 1990)
- 21 kwietnia:
  - Arne Andersen, norweski piłkarz (zm. 1986)
  - Wasilij Barabanow, funkcjonariusz radzieckich służb specjalnych (zm. 1964)
  - Hans Fritzsche, niemiecki dziennikarz, komentator radiowy, propagandzista (zm. 1953)
  - Tadeusz Ruta, polski artysta ludowy (zm. 1976)
  - Nikołaj Woinow, radziecki operator filmowy, reżyser filmów animowanych (zm. 1958)
- 22 kwietnia – Vyvyan Adams, brytyjski polityk Partii Konserwatywnej (zm. 1951)
- 23 kwietnia:
  - Henry Barraud, francuski kompozytor (zm. 1997)
  - Jim Bottomley, amerykański baseballista (zm. 1959)
- 25 kwietnia – Wolfgang Pauli, szwajcarski fizyk, laureat Nagrody Nobla (zm. 1958)
- 26 kwietnia:
  - Florian Balcar, polski nauczyciel (zm. 1981)
  - Alojzy Brzozowski, polski powstaniec śląski, działacz społeczny (zm. 1974)
  - Marcel Capron, francuski zapaśnik (zm. 1981)
  - Charles Francis Richter, amerykański geofizyk (zm. 1985)
- 27 kwietnia:
  - Achille Bacher, włoski biegacz narciarski (zm. 1972)
  - Zygmunt Wojciechowski, polski historyk państwa i prawa (zm. 1955)
- 28 kwietnia:
  - Jan Oort, holenderski astronom (zm. 1992)
  - Bruno Apitz, niemiecki pisarz (zm. 1979)
  - Jean Vaysse, francuski rugbysta, medalista olimpijski (zm. 1974)
- 29 kwietnia:
  - Billy Austin, angielski piłkarz (zm. 1979)
  - Włodzimierz Burzyński, polski inżynier teoretyk budownictwa (zm. 1970)
- 30 kwietnia – Andrzej Stawar, polski krytyk literacki i tłumacz (zm. 1961)
- 1 maja:
  - Wiktor Awiłow, radziecki dyplomata (zm. 1997)
  - Wiktor Bajdałakow, rosyjski wojskowy, publicysta (zm. 1967)
  - Ray Keech, amerykański kierowca wyścigowy (zm. 1929)
  - Friedrich Mauz, niemiecki psychiatra, neurolog, zbrodniarz nazistowski (zm. 1979)
  - Ignazio Silone, włoski pisarz, działacz socjalistyczny (zm. 1978)
  - Stanisław Szachno-Romanowicz, polski kapitan, historyk, orientalista, turkolog, archiwista (zm. 1973)
  - Aleksander Wat, polski poeta i prozaik pochodzenia żydowskiego (zm. 1967)
- 3 maja:
  - Maks Bożyk, polski aktor pochodzenia żydowskiego (zm. 1970)
  - Władysław Miazio, polski zapaśnik, trener zapasów i podnoszenia ciężarów (zm. 1972)
  - Fiodor Nikitin, radziecki aktor (zm. 1988)
  - Józef Turski, polski generał brygady (zm. 1986)
- 4 maja:
  - Antun Augustinčić, chorwacki rzeźbiarz (zm. 1979)
  - Zofia Grabowska, polska tancerka (zm. 1970)
- 5 maja – Paul Baumgarten, niemiecki architekt (zm. 1984)
- 7 maja – Tola Mankiewiczówna, polska aktorka (zm. 1985)
- 11 maja – Pridi Banomyong, tajski polityk, premier Tajlandii (zm. 1983)
- 12 maja – Helene Weigel, niemiecka aktorka (zm. 1971)
- 14 maja:
  - Franciszek Ambicki, starszy posterunkowy Policji Państwowej, ofiara zbrodni katyńskiej (zm. 1940)
  - Jan Bartczak, kapitan piechoty Wojska Polskiego, ofiara zbrodni katyńskiej (zm. 1940)
  - Helena Syrkusowa, polska architekt (zm. 1982)
- 15 maja:
  - Reşid Rahmeti Arat, turecki językoznawca pochodzenia tatarskiego (zm. 1964)
  - Zdzisław Avenarius, polski polityk (zm. 1975)
- 17 maja:
  - Fred Meyer, amerykański zapaśnik (zm. 1983)
  - Władysław Rymkiewicz, polski pisarz (zm. 1984)
- 22 maja – Adolf Cieślik, polski polityk (zm. 1990)
- 23 maja – Hans Frank, hitlerowski funkcjonariusz, gubernator Generalnego Gubernatorstwa (zm. 1946)
- 24 maja – Eduardo De Filippo, włoski aktor teatralny i filmowy, reżyser, senator (zm. 1984)
- 26 maja – Richard Henkes, katolicki duchowny, męczennik, błogosławiony Kościoła katolickiego (zm. 1945)
- 28 maja:
  - Taffy Abel, amerykański hokeista (zm. 1964)
  - Stanisław Broniewski, polski dziennikarz i reżyser radiowy (zm. 1979)
- 29 maja:
  - Aleksandr Bogolubow, radziecki wojskowy (zm. 1956)
  - Nikolajs Bulmanis, łotewski wojskowy sił lotniczych (zm. 1990)
  - Władysław Zych, polski artysta plastyk, twórca szkła artystycznego (zm. 1964)
- 1 czerwca – Johanna Wolf, niemiecka sekretarka Adolfa Hitlera (zm. 1985)
- 3 czerwca:
  - Antoni Andrzejewski, powstaniec wielkopolski (zm. 1918)
  - Ettore Bianco, włoski kierowca wyścigowy (zm. ?)
  - Karl Earl Mundt, amerykański polityk, senator ze stanu Dakota Południowa (zm. 1974)
- 4 czerwca – Nelson Glueck, amerykański archeolog i rabin (zm. 1971)
- 5 czerwca – Dennis Gabor, węgierski fizyk, laureat Nagrody Nobla (zm. 1979)
- 6 czerwca:
  - Manfred Sakel, amerykański psychiatra pochodzenia żydowskiego (zm. 1957)
  - Jakub Strzelka, polski szewc, kawaler Orderu Virtuti Militari (zm. 1983)
- 7 czerwca:
  - Coral Buttsworth, australijska tenisistka (zm. 1985)
  - Willem Putman, flamandzki prozaik, dramaturg (zm. 1954)
  - Anton Zwerina, austriacki sztangista (zm. 1973)
- 8 czerwca – Ada Biagini, włoska florecistka (zm. 1944)
- 10 czerwca – Henri Bréau, francuski kolarz torowy (zm. 1969)
- 13 czerwca:
  - Władysław Bartkowiak, polski pilot wojskowy (zm. 1920)
  - Anton Kocian, słowacki nauczyciel i ornitolog (zm. 1984)
  - Bohdan Lachert, polski architekt (zm. 1987)
  - Johan Støa, norweski lekkoatleta, biegacz narciarski, kolarz i skoczek narciarski (zm. 1991)
- 14 czerwca – Aníbal Médicis Candiota, brazylijski piłkarz (zm. 1949)
- 17 czerwca:
  - Adolf Billig, polski skrzypek, pedagog, doktor filozofii, recenzent muzyczny (zm. 1944)
  - Martin Bormann, niemiecki działacz nazistowski, zbrodniarz wojenny (zm. 1945)
  - Jan Maas, holenderski kolarz szosowy i torowy (zm. 1977)
- 18 czerwca – Michaił Butusow, rosyjski piłkarz (zm. 1963)
- 19 czerwca – William W. Biddle, amerykański psycholog i socjolog (1973)
- 21 czerwca:
  - Aleksandr Aleksandrow, radziecki kontradmirał (zm. 1946)
  - Ch’oe Yong Gŏn, koreański polityk (zm. 1976)
  - Chen Lifu, chiński polityk, stulatek (zm. 2001)
- 25 czerwca – Louis Mountbatten, lord, brytyjski polityk, ostatni wicekról Indii, teść królowej Wielkiej Brytanii Elżbiety II Windsor (zm. 1979)
- 28 czerwca – Leon Kruczkowski, polski pisarz i publicysta (zm. 1962)
- 29 czerwca – Antoine de Saint-Exupéry, francuski lotnik, pisarz, autor Małego Księcia (zm. 1944)
- 2 lipca – Muhammad Asad, austriacki, myśliciel, reformator, dyplomata i politolog (zm. 1992)
- 3 lipca:
  - Franciszek Bielowicz, polski lekarz i społecznik (zm. 1989)
  - Alessandro Blasetti, włoski reżyser i scenarzysta filmowy (zm. 1987)
  - Otto Brenneis, zbrodniarz nazistowski (zm. 1945)
- 5 lipca – Bernardus Johannes Alfrink, holenderski duchowny katolicki, arcybiskup metropolita Utrechtu, prymas Holandii, kardynał (zm. 1987)
- 6 lipca – Frederica Sagor Maas, amerykańska scenarzystka filmowa pochodzenia rosyjskiego (zm. 2012)
- 7 lipca
  - Maria Bard, niemiecka aktorka (zm. 1944)
  - Franciszek Janik, polski pilot i konstruktor lotniczy (zm. 1975)
- 8 lipca:
  - George Antheil, amerykański kompozytor (zm. 1959)
  - Arne Blach, duński hokeista na trawie (zm. 1977)
- 13 lipca – Teresa od Jezusa z Andów, chilijska karmelitanka, święta katolicka (zm. 1920)
- 14 lipca – Jan Fondaliński, polski duchowny katolicki, biskup pomocniczy łódzki (zm. 1971)
- 15 lipca:
  - Enrique Cadícamo, argentyński poeta i pisarz, twórca tekstów tanga (zm. 1999)
  - Antoni Cejzik, polski lekkoatleta (zm. 1939)
- 16 lipca - Anna Śledziewska, polska tkaczka artystyczna, wykładowczyni akademicka (zm. 1979)
- 19 lipca:
  - Arno Breker, niemiecki rzeźbiarz i architekt (zm. 1991)
  - Stefan Zwoliński, polski speleolog, legionista, fotograf (zm. 1982)
- 21 lipca – Roman Nowak, polski polityk (zm. 1980)
- 22 lipca – Kazimierz Borwicz, polski oficer, ofiara zbrodni katyńskiej (zm. 1940)
- 23 lipca – John Babcock, kanadyjski superstulatek (zm. 2010)
- 24 lipca:
  - Zoltán Lajos Bay, węgierski fizyk (zm. 1992)
  - Aleksander Żabczyński, polski aktor (zm. 1958)
- 27 lipca – Charles Vidor, węgierski reżyser żydowskiego pochodzenia (zm. 1959)
- 29 lipca – Eyvind Johnson, szwedzki pisarz, laureat Nagrody Nobla (zm. 1976)
- 30 lipca – Bazyli, rosyjski biskup prawosławny (zm. 1985)
- 1 sierpnia – Stefan Gunia, polski działacz socjalistyczny i związkowy (zm. 1974)
- 2 sierpnia – Zinaida Brumberg, radziecka animatorka (zm. 1983)
- 3 sierpnia – Fernand Canteloube, francuski kolarz szosowy (zm. 1976)
- 4 sierpnia:
  - Elizabeth Bowes-Lyon, królowa brytyjska, matka królowej Wielkiej Brytanii Elżbiety II Windsor (zm. 2002)
  - Nabi Tajima, japońska superstulatka (zm. 2018)
  - Jan Kanty Zamoyski, polski arystokrata, hrabia (zm. 1961)
- 5 sierpnia – Leonard Buczkowski, polski reżyser i scenarzysta filmowy (zm. 1967)
- 6 sierpnia – Willie Brown, amerykański gitarzysta i wokalista bluesowy (zm. 1952)
- 8 sierpnia – Wacław Brzeziński, polski prawnik (zm. 1987)
- 9 sierpnia – Boris Bażanow, radziecki działacz antysowiecki, publicysta (zm. 1982)
- 10 sierpnia – Arthur Porritt, nowozelandzki lekkoatleta i polityk (zm. 1994)
- 11 sierpnia:
  - Denis William Brogan, brytyjski historyk (zm. 1974)
  - Aleksandra Chodźko-Domaniewska, polska historyk i filolog klasyczna (zm. 1955)
  - Charlie Paddock, amerykański lekkoatleta (zm. 1943)
- 13 sierpnia – Stanisław Dunajewski, uczestnik wojny polsko-bolszewickiej, kawaler orderu Virtuti Militari, patron Muzeum Ślężańskiego (zm. 1985)
- 14 sierpnia:
  - Kazimierz Bogucki, polski kapitan żandarmerii, ofiara zbrodni katyńskiej (zm. 1940)
  - Jadwiga Czypionka, polska nauczycielka, działaczka kulturalno-oświatowa (zm. ?)[6]
  - Stanisław Sokołowski, polski geolog i taternik (zm. 1990)
- 15 sierpnia – Stanisław Babiarz, polski major (zm. 1947)
- 17 sierpnia – Jezus Hita Miranda, hiszpański marianista, męczennik, błogosławiony (zm. 1936)
- 18 sierpnia – Maria Sergia od Matki Bożej Bolesnej (Julia Rapiej), polska nazaretanka, męczennica, błogosławiona katolicka (zm. 1943)
- 19 sierpnia:
  - Siemion Afonin, radziecki generał major (zm. 1944)
  - Gilbert Ryle, angielski filozof (zm. 1976)
- 20 sierpnia – Siergiej Archipow, radziecki wiceadmirał inżynier (zm. 1958)
- 21 sierpnia – Max Band, litewski malarz i rzeźbiarz (zm. 1974)
- 22 sierpnia – Ławrientij Canawa, zbrodniarz stalinowski (zm. 1955)
- 23 sierpnia:
  - Stanisław Belski, polski aktor (zm. 1960)
  - Pēteris Blaus, łotewski dziennikarz i polityk (zm. 1971)
  - Klaudiusz Granzotto, włoski franciszkanin, błogosławiony katolicki (zm. 1947)
- 24 sierpnia:
  - Frank Brisko, amerykański kierowca wyścigowy (zm. 1990)
  - Leonardo Conti, zbrodniarz hitlerowski (zm. 1945)
- 25 sierpnia:
  - Cheng Maoyun, chiński kompozytor (zm. 1957)
  - Jan Karczewski, polski pisarz, satyryk, publicysta (zm. 1947)
  - Hans Adolf Krebs, niemiecki biochemik, laureat Nagrody Nobla (zm. 1981)
- 26 sierpnia – Hellmuth Walter, niemiecki inżynier (zm. 1980)
- 29 sierpnia – Åke Bergqvist, szwedzki żeglarz, medalista olimpijski (zm. 1975)
- 30 sierpnia – Zbigniew Jaruzelski, polski inżynier rolnik, oficer, kawaler Orderu Virtuti Militari (zm. 1941)
- 31 sierpnia – Anatolij Ananjew, radziecki działacz partyjny i państwowy (zm. 1942)
- 1 września – José Pedro Cea, urugwajski piłkarz (zm. 1970)
- 2 września – Uuno Klami, fiński kompozytor i pianista (zm. 1961)
- 3 września:
  - Eduard van Beinum, holenderski dyrygent (zm. 1959)
  - Urho Kaleva Kekkonen, fiński polityk, premier i prezydent Finlandii (zm. 1986)
- 4 września:
  - Holger Askehave, duński zapaśnik (zm. 1978)
  - Andrzej Czarniak, polski architekt i narciarz (zm. 1952)
- 8 września – Mario Ciceri, włoski duchowny katolicki (zm. 1945)
- 9 września – Franciszek Zagórnik, polski żołnierz, major Wojska Polskiego (zm. 1970)
- 12 września – Texas Alexander, amerykański wokalista bluesowy (zm. 1954)
- 13 września – Edmund Nowicki, polski duchowny katolicki, biskup gdański (zm. 1971)
- 18 września – Michaił Bieliszew, radziecki wojskowy i propagandysta (zm. 1950)
- 19 września – Włodzimierz Słobodnik, polski poeta, tłumacz literatury francuskiej, rosyjskiej i radzieckiej, satyryk, autor książek dla młodzieży (zm. 1991)
- 17 września – Beniamin, rosyjski biskup prawosławny (zm. 1976)
- 20 września – Eustachy Chmielewski, polski architekt (zm. 1977)
- 22 września – Michelangelo Abbado, włoski skrzypek, dyrygent i pedagog (zm. 1979)
- 23 września:
  - Stanisław Antoszczuk, polski pedagog, socjolog i bibliotekarz (zm. 1979)
  - Wiera Biendina, radziecka aktorka (zm. 1974)
  - Harry Hanson, szwedzki żeglarz, olimpijczyk (zm. 1986)
- 24 września – Stephen David Bechtel, amerykański przedsiębiorca budowlany (zm. 1989)
- 25 września – Władysław Bielecki, polski wojskowy, ofiara zbrodni katyńskiej (zm. 1940)
- 28 września:
  - Otto Braun, niemiecki komunista (zm. 1974)
  - Michał Oziębłowski, polski duchowny katolicki, męczennik, błogosławiony (zm. 1942)
- 29 września:
  - Miguel Alemán Valdés, prezydent Meksyku (zm. 1983)
  - Thorleif Kristoffersen, norweski żeglarz, medalista olimpijski (zm. 1971)
- 30 września – Pedro Arispe, urugwajski piłkarz (zm. 1960)
- 1 października:
  - Henry Petersen, duński lekkoatleta, tyczkarz (zm. 1949)
  - Henryk Szyper, polski historyk literatury, nauczyciel, dziennikarz (zm. 1949)
- 2 października – Marian Bross, polski oficer, ofiara zbrodni katyńskiej (zm. 1940)
- 3 października:
  - Jakow Blumkin, radziecki oficer wywiadu (zm. 1929)
  - Helena Uszyńska-Prawecka, polska aktorka (zm. 1955)
- 4 października – Franciszek Adamanis, polski farmaceuta, autor podręczników akademickich (zm. 1962)
- 6 października:
  - Weriko Andżaparidze, gruzińska i radziecka aktorka teatralna i filmowa (zm. 1987)
  - Ruben Awramow, bułgarski działacz komunistyczny (zm. 1988)
- 7 października:
  - Herbert Butterfield, brytyjski historyk i filozof historii (zm. 1979)
  - Heinrich Himmler, jeden z głównych przywódców Niemiec hitlerowskich i zbrodniarzy II wojny światowej (zm. 1945)
- 8 października – Alfredo Carricaberry, argentyński piłkarz (zm. 1942)
- 9 października:
  - Harry Bates, amerykański pisarz i wydawca SF (zm. 1981)
  - Sylvio Cator, haitański lekkoatleta (zm. 1952)
- 10 października – Helen Hayes, amerykańska aktorka (zm. 1993)
- 11 października:
  - Stanisław Adamczyk, polski duchowny rzymskokatolicki, filozof (zm. 1971)
  - Tadeusz Bocheński, polski spiker radiowy (zm. 1968)
  - Jean Boubee, francuski rugbysta (zm. 1973)
  - Jadwiga Chojnacka, polska aktorka (zm. 1992)
  - Raoul Got, francuski rugbysta, medalista olimpijski (zm. 1955)
- 14 października – William Edwards Deming – amerykański statystyk (zm. 1993
- 15 października:
  - Jadwiga Chamiec, polska pisarka, autorka książek i słuchowisk radiowych dla dzieci i młodzieży (zm. 1995)
  - Mervyn LeRoy, amerykański reżyser (zm. 1987)
- 16 października – Primo Conti, włoski malarz (zm. 1988)
- 17 października:
  - Henryk Andrzejowski, podporucznik rezerwy artylerii Wojska Polskiego, ofiara zbrodni katyńskiej (zm. 1940)
  - Jean Arthur, amerykańska aktorka (zm. 1991)
- 18 października:
  - Karol Bacz, polski oficer (zm. 1984)
  - Wacław Chyrosz, polski inżynier budowlany (zm. 1960)
  - Olga Didur-Wiktorowa, polska śpiewaczka operowa (mezzosopran) (zm. 1963)
- 19 października:
  - André Béhotéguy, francuski rugbysta, medalista olimpijski (zm. 1960)
  - Erna Berger, niemiecka śpiewaczka (sopran) (zm. 1990)
  - Georg Häfner, niemiecki duchowny katolicki, męczennik, błogosławiony (zm. 1942)
- 20 października:
  - Isma’il al-Azhari, sudański polityk (zm. 1969)
  - Wayne Morse, amerykański polityk, senator ze stanu Oregon (zm. 1974)
- 21 października – Michaił Astangow, radziecki aktor (zm. 1965)
- 22 października – Teodor Benirski, polski oficer i inżynier, kawaler Orderu Virtuti Militari (zm. 1978)
- 23 października – Eugene Joseph Butler, irlandzki duchowny rzymskokatolicki (zm. 1981)
- 24 października – Robert Crépeaux, francuski szachista (zm. 1994)
- 25 października – Czesław Bajer, polski handlowiec i ekonomista, taternik (zm. 1979)
- 26 października:
  - Ibrahim Abbud, prezydent Sudanu (zm. 1983)
  - Karin Boye, szwedzka poetka i powieściopisarka (zm. 1941)
  - Pierre Braine, belgijski piłkarz (zm. 1951)
- 28 października – Władysław Jaworski, polski działacz komunistyczny (zm. 1948)
- 29 października:
  - Andrej Bagar, czechosłowacki aktor filmowy (zm. 1966)
  - Wiktor Boczkow, radziecki oficer, funkcjonariusz organów bezpieczeństwa (zm. 1981)
- 30 października – Ragnar Granit, szwedzki neurofizjolog fińskiego pochodzenia, laureat Nagrody Nobla (zm. 1991)
- 31 października:
  - Mieczysław Münz, polsko-amerykański pianista (zm. 1976)
  - Rudolf Redlinghofer, austriacka ofiara nazizmu, Świadek Jehowy (zm. 1940)
- 1 listopada:
  - Aleksander Albrecht, polski oficer, samorządowiec (zm. 1932)
  - Leokadia Boniewicz, polska pisarka (zm. 1975)
- 3 listopada – Magnus Hellström, szwedzki żeglarz, olimpijczyk (zm. 1980)
- 4 listopada:
  - Don Alvarado, amerykański aktor filmowy (zm. 1967)
  - Stanisław Chrabelski, polski architekt (zm. 1977)
- 5 listopada – Natalie Schafer, amerykańska aktorka (zm. 1991)
- 7 listopada – Charles de Cortanze, francuski kierowca wyścigowy (zm. 1983)
- 8 listopada – Margaret Mitchell, amerykańska pisarka, autorka Przeminęło z wiatrem (zm. 1949)
- 11 listopada:
  - Marija Babanowa, radziecka aktorka (zm. 1983)
  - Jerzy Bryliński, polski oficer (zm. 1975)
- 14 listopada:
  - Michaił Ałłachwierdow, funkcjonariusz radzieckich służb specjalnych (zm. 1968)
  - Aaron Copland, amerykański kompozytor (zm. 1990)
  - Teodora Feder, polska historyk, działaczka komunistyczna (zm. 1987)
- 15 listopada:
  - Wołodymyr Bławacki, ukraiński aktor i reżyser teatralny (zm. 1953)
  - Joseph Brennan, amerykański koszykarz (zm. 1989)
  - Marcin Józef, hiszpański lasalianin, męczennik, święty katolicki (zm. 1934)
- 16 listopada:
  - Osip Abdułow, radziecki aktor i reżyser (zm. 1953)
  - Eugeniusz Bosiłkow, bułgarski biskup katolicki, męczennik, błogosławiony (zm. 1952)
  - Jerzy Bordziłowski, radziecki i polski wojskowy (zm. 1983)
- 19 listopada – Anna Seghers, niemiecka pisarka (zm. 1983)
- 20 listopada:
  - Jean de Suarez d’Aulan, francuski bobsleista (zm. 1944)
  - Adam Antoni Bratro, polski wojskowy (zm. 1920)
- 21 listopada:
  - Alice Calhoun, amerykańska aktorka (zm. 1966)
  - Emanuel Ringelblum, polsko-żydowski historyk (zm. 1944)
- 22 listopada:
  - Helenka Adamowska, amerykańska aktorka filmowa i teatralna (zm. 1987)
  - Andrzej Bohomolec, polski kawalerzysta i żeglarz (zm. 1988)
- 23 listopada – Mestre Bimba, najsłynniejszy mistrz capoeira, twórca stylu Regional (zm. 1974)
- 25 listopada – Rudolf Höß, komendant obozu Auschwitz-Birkenau (stracony – 1947)
- 27 listopada:
  - Cornelis Brouwer, holenderski lekkoatleta (zm. 1952)
  - Leon Dreher, polski inżynier mechanik technolog (zm. 1989)
- 28 listopada – Stanisław Bąk, polski językoznawca i znawca kultury lasowskiej (zm. 1981)
- 1 grudnia:
  - Giovanni Giacone, włoski piłkarz, bramkarz (zm. 1964)
  - Lila Rotstadt, polska działaczka komunistyczna, publicystka, literatka pochodzenia żydowskiego (zm. 1937 lub 38)
- 3 grudnia:
  - Jack Cameron, kanadyjski hokeista (zm. 1981)
  - Richard Kuhn, niemiecki biochemik, laureat Nagrody Nobla (zm. 1967)
- 5 grudnia:
  - Józef Gierszewski, polski porucznik rezerwy, uczestnik podziemia antyhitlerowskiego (zm. 1943)
  - Sabina Sebyłowa, polska pisarka (zm. 1980)
  - Antoni Słomkowski, polski duchowny katolicki, teolog (zm. 1982)
- 6 grudnia:
  - Germán Arciniegas, kolumbijski historyk, eseista, dyplomata i polityk (zm. 1999)
  - Agnes Moorehead, amerykańska aktorka (zm. 1974)
- 7 grudnia – Kateryna Biłokur, ukraińska malarka (zm. 1960)
- 8 grudnia – Marek Ferdynand Arczyński, polski działacz społeczny i polityczny, dziennikarz (zm. 1979)
- 9 grudnia – Julian Bonder, polski fizyk (zm. 1975)
- 10 grudnia – Jan Brzoza, polski pisarz, publicysta (zm. 1971)
- 11 grudnia:
  - Andreas Alariesto, fiński artysta z Laponii (zm. 1989)
  - Antoni Brzozowski, polski wioślarz (zm. 1957)
- 12 grudnia:
  - Luigi Adami, włoski strzelec, olimpijczyk (zm. 1985)
  - Bolesław Babski, polski prawnik i publicysta (zm. 1939)
- 14 grudnia – Juan d’Arienzo, argentyński muzyk (zm. 1976)
- 15 grudnia – Wasilij Abajew, rosyjski językoznawca-iranista, krajoznawca, etymolog (zm. 2001)
- 17 grudnia:
  - Mary Cartwright, angielska matematyczka (zm. 1998)
  - Katina Paksinu, grecka aktorka (zm. 1973)
- 20 grudnia – Wanda Zabłocka, polska botanik (zm. 1978)
- 22 grudnia
  - Marc Allégret, francuski reżyser i scenarzysta filmowy (zm. 1973)
  - Alan Bush, brytyjski kompozytor i dyrygent (zm. 1995)
  - Erich Frost, niemiecki muzyk, kompozytor, nadzorca Biura Oddziału Towarzystwa Strażnica w Niemczech (zm. 1987)
- 23 grudnia – Marie Bell, francuska aktorka i reżyser (zm. 1985)
- 25 grudnia:
  - Jan Berek, polski działacz społeczny (zm. 1942)
  - Jan Filip, czeski historyk, archeolog, wykładowca akademicki (zm. 1981)
  - Karol Schayer, polski architekt (zm. 1971)
  - Gladys Swarthout, amerykańska śpiewaczka operowa (mezzosopran), aktorka (zm. 1969)
  - Antoni Zygmund, polski matematyk, wykładowca akademicki (zm. 1992)
  - Daniił Żurawlow, radziecki generał pułkownik artylerii (zm. 1974)
- 26 grudnia:
  - Mia Beyerl, austriacka śpiewaczka operowa, pianistka i nauczycielka muzyki (zm. 1989)
  - Jan Bińczyk, polski leśniczy, dowódca oddziału partyzanckiego (zm. 1943)
  - Szczepan Jankowski, polski kompozytor, organista, dyrygent (zm. 1990)
  - Szczepan Jurzak, polski działacz socjalistyczny i komunistyczny, polityk (zm. 1970)
  - Aleksander Turyn, polski filolog klasyczny, bizantynolog pochodzenia żydowskiego (zm. 1981)
- 27 grudnia:
  - Pawieł Abrosimow, radziecki architekt (zm. 1961)
  - Szymon Ferszterowski, polski działacz komunistyczny (zm. 1965)
  - Pierre-Jean Launay, francuski pisarz, dziennikarz (zm. 1982)
  - Hans Stuck, austriacki i niemiecki kierowca wyścigowy (zm. 1978)
  - Kalle Korma, fiński piłkarz (zm. 1985)
- 28 grudnia:
  - Ludmiła Krakowiecka, polska filozof, prawnik, historyk medycyny, wykładowczyni akademicka, mistyczka chrześcijańska (zm. 1971)
  - Kurt Lück, niemiecki historyk, etnograf, podpułkownik SS (zm. 1942)
  - Ted Lyons, amerykański baseballista (zm. 1986)
  - Natalio Perinetti, argentyński piłkarz (zm. 1985)
- 29 grudnia – Nic Hoydonckx, belgijski piłkarz (zm. 1985)
- 30 grudnia:
  - Manuel Fleitas Solich, paragwajski piłkarz, trener (zm. 1984)
  - Władysław Sieroszewski, polski harcerz, prawnik, adwokat, prokurator Sądu Najwyższego, szef Wojskowego Sądu Specjalnego Warszawskiego Obszaru ZWZ/AK (zm. 1996)
- 31 grudnia:
  - Lothar Berger, niemiecki oficer (zm. 1971)
  - Ivan Riley, amerykański lekkoatleta, płotkarz (zm. 1943)
- data dzienna nieznana: 
  - Jewgienij Abaszejew, ludowy komisarz spraw wewnętrznych Buriacko-Mongolskiej ASRR (zm. 1937)
  - Meir Alberton, żydowski pisarz (zm. 1947)
  - Michaił Aloszyn, radziecki polityk (zm. 1941)
  - Gieorgij Ałafier, funkcjonariusz radzieckich służb specjalnych (zm. 1973)
  - Pawieł Babkiewicz, funkcjonariusz radzieckich służb specjalnych (zm. 1939)
  - Władimir Bajdałakow, rosyjski emigracyjny działacz polityczny (zm. 1967)
  - Billati Balo, północnokaukaski działacz emigracyjny (zm. 1971)
  - Siergiej Barminski, funkcjonariusz radzieckich służb specjalnych (zm. 1938)
  - Maria Barówna, polska pianistka żydowskiego pochodzenia (zm. po 1960)
  - Leonid Basztakow, radziecki generał major (zm. 1970)
  - Magomiet Batczajew, działacz państwowy Karaczajo-Czerkiesji (zm. 1938)
  - İsmayıl Bayramov, radziecki wojskowy (zm. 1945)
  - Adam Bem, ukraiński piłkarz (zm.?)
  - Aleksandr Bielajew, radziecki wojskowy (zm. 1963)
  - Franciszek Blok, polski wojskowy (zm. 1969)
  - Walter Blume, zbrodniarz hitlerowski, członek załogi obozu koncentracyjnego (zm. ?)
  - Aleksandr Bobkow, radziecki polityk (zm. 1985)
  - Aleksandr Bogomołow, dyplomata ZSRR (zm. 1969)
  - Boris Browcyn, radziecki hydrotechnik, emigracyjny naukowiec (zm. 1977)
  - Dan Bryan, irlandzki wojskowy, szpieg (zm. 1985)
  - Leon Bukowiński, polski Sprawiedliwy wśród Narodów Świata (zm. 1974)
  - Səftər Cəfərov, azerbejdżański polityk (zm. 1961)
  - Jakub Chareuski, białoruski dowódca partyzancki (zm. 1968)
  - Ruth Hale, brytyjska alpinistka (zm. 1937)

## Zdarzenia astronomiczne
- 28 maja – całkowite zaćmienie słońca widoczne w Meksyku, USA, Portugalii, Hiszpanii i północnej Afryce.

## Święta ruchome
- Tłusty czwartek: 22 lutego
- Ostatki: 27 lutego
- Popielec: 28 lutego
- Niedziela Palmowa: 8 kwietnia
- Pamiątka śmierci Jezusa Chrystusa: 12 kwietnia
- Wielki Czwartek: 12 kwietnia
- Wielki Piątek: 13 kwietnia
- Wielka Sobota: 14 kwietnia
- Wielkanoc: 15 kwietnia
- Poniedziałek Wielkanocny: 16 kwietnia
- Wniebowstąpienie Pańskie: 24 maja
- Zesłanie Ducha Świętego: 3 czerwca
- Boże Ciało: 14 czerwca